# علي الخلاقي
د. علي صالح الخُلاقي كاتب وباحث ومترجم يمني، أستاذ التاريخ والحضارة الإسلامية، جامعة عدن؛ له حضور إعلامي كأكاديمي وباحث استراتيجي في العديد من القنوات العربية والأجنبية. نشر عدداً من الدراسات والتحقيقات والدواوين والأبحاث في الصحف والمجلات والندوات العلمية المحلية والخارجية. ويعمل نائب رئيس مركز دعم صناعة القرار للمجلس الانتقالي الجنوبي منذ تأسيسه، وعضواً في عدة هيئات ثقافية. 

## النشأة والتعليم
ولد علي صالح الخلاقي يوم 10 نوفمبر 1956 في يافع، محافظة لحج، ودرس الابتدائية في مدرسة خلاقة الابتدائية في يافع – الحد، وكان يحتل المرتبة الأولى بين أقرانه. انتقل لدراسة المرحلة الإعدادية في أول مدرسة إعدادية اُفتتحت حينها في عُزلة لبعوس عاصمة المديرية الغربية (يافع) من المحافظة الثالثة (أبين) مطلع السبعينات وبرزت حينها ميوله الأدبية والصحفية، ووجد متنفساً لها في إصدار نشرة (الشباب والطلاب) التي كانت  لسان حال اتحاد الشباب واتحاد الطلاب في يافع حينها، وكان أحد أعضاء هيئة التحرير.

## نشاطه الإعلامي والعسكري
وفي المرحلة الإعدادية كان يقوم بالتعليق والتقديم في كافة المهرجانات الجماهيرية، وشارك في تقديم مهرجان افتتاح طريق نقيل الخلاء في 20 يوليو 1974م، الذي افتتحه  الرئيس سالم ربيع علي. ووجدت أولى كتاباته طريقها للنشر في مجلة (الشعلة) وصحيفة (الجديد) وكانت الأخيرة تصدر في زنجبار عاصمة المحافظة الثالثة حينها. انتقل عام 1978م للعمل في اللجنة المركزية لاتحاد الشباب وشغل مهمة سكرتير منظمة الطلائع للشئون التنظيمية، وفي أغسطس من نفس العام ترأس وفد طلائعي إلى العراق للمشاركة  في معسكر صيفي بمصيف صلاح الدين في أربيل لمدة شهر. في أواخر عام 1979م اتجه لتأدية الخدمة العسكرية، وفي معسكر التدريب في العند سبقته شهرته كإعلامي، وكان نصيبه أن عمل في تقديم برامج الإذاعة الداخلية، وإصدار النشرة الحائطية، وكُلف بتنشيط العمل الإعلامي في قيادة السلاح من خلال تشغيل الإذاعة الداخلية وإعداد المجلة الحائطية والعمل في القاعة الثقافية لقيادة السلاح.
لم يطل به المقام في سلاح المدفعية، فقد حضر  وزير الدفاع حينها علي عنتر العرض العسكري بمناسبة عيد سلاح المدفعية الذي أقيم في يوليو 1980م صباحاً، وكان المجند رقم (1/5/3505) علي صالح الخلاقي  يقدم الحفل بصوت جهوري وبكلمات ارتجالية لاقت استحساناً لدى وزير الدفاع، وفي المساء كان الحفل الفني الذي حضره علي عنتر أيضاً وقدم الحفل بطريقة أدبية وبصوت رخيم، تختلف عن تقديم العرض العسكري بالصوت الجهوري، وبتعليقات وكلمات ارتجالية رقيقة تتناسب وطبيعة الفقرات الفنية، فاستدعاه وزير الدفاع وعبر عن إعجابه بموهبته وثقافته وطريقته في التقديم، ثم  أعطى توجيهاً بنقله إلى الدائرة السياسية لتقديم برنامج «جيش الشعب».. وقد حاول قادة سلاح المدفعية أن يعترضوا لحاجتهم له في سلاح المدفعية، وكان رد الوزير: أن انتقاله سيفيد الجيش بكامله بدلاً من فائدته لسلاح المدفعية.

### برنامج «جيش الشعب»
وهكذا انتقل إلى الدائرة السياسية (التوجيه المعنوي) مجنداً وبَرَع في تقديم برنامج «جيش الشعب» الإذاعي والتلفزيوني أسبوعيا، معتمداً على النزول الميداني الذي شمل كافة وحدات القوات المسلحة من أقصى المهرة إلى باب المندب، بما في ذلك جزيرتي سقطرى وميون، حتى نال من خلاله شهرة واسعة في عموم البلاد، وكان يقدم البرنامج بالزي العسكري. وفي عام 1983م، كان وزير الدفاع حينها صالح مصلح قاسم يعطي اهتماماً كبيراً للإعلام العسكري ولبرنامج  «جيش الشعب» بشكل خاص، فمُنح رتبة ملازم ثاني في نفس العام، وفي العام التالي 1984م منح رتبة ملازم أول بصورة استثنائية، وفي نفس العام 1984م  تم منحه وسام الإخلاص من قبل الرئيس علي ناصر محمد في ذكرى عيد الجيش مع عدد من قادة وكوادر القوات المسلحة، كما مُنح وسام التفوق القتالي نظير خدماته الاعلامية للقوات المسلحة. وخلال عمله في الدائرة السياسية عمل مدة في صحيفة (الراية) ومجلة (الجندي) وشغل مهمة سكرتير التحرير. وفي العام 1984 شارك مع الصحفي  إسماعيل شيباني في وفد مثل منظمة الصحفيين الديمقراطين في المؤتمر الدولي للصحفيين الذي عقد في بيونج يانج عاصمة كوريا الديمقراطية، وكان يشغل حينها رئاسة اللجنة الصحفية في صحيفة (الراية)، ومجلة (الجندي). وإلى جانب تقديمه البرنامج الأسبوعي (جيش الشعب) في الإذاعة والتلفزيون، كان يسهم في كتابة موضوعات وأعمدة في صحيفتي (الثوري) و (14أكتوبر).

## نشاطه العلمي
وبعد أحداث 13 يناير 1986م الدامية، واصل الدراسة الجامعية في موسكو عبر منحة تابعة لوزارة التربية والتعليم.. وأكمل دراسته العليا بالحصول على درجة ماجستير الصحافة الدولية بامتياز عام 1992، ثم واصل الدكتوارة في التاريخ وبامتياز أيضاً عام 1996م.. وخلال سنوات دراسته عمل مراسلاً صحفيا لكل من «14 أكتوبر» و«26 سبتمبر» و«الثوري» ونُشرت له عشرات المقالات. 
بعد تخرجه عام 1996م عُيّن بدرجة كبير الباحثين في دائرة البحوث بوزارة الدفاع في صنعاء دون عمل محدد، فاستغل وقته في الكتابة للصحف المحلية، خاصة صحيفة «الأيام» و«الطريق» ولقي مضايقة بسبب  مقالاته النقدية، فانتقل من الخدمة في الجيش إلى العمل الأكاديمي  في جامعة عدن، فاختير ضمن هيئة تدريس كلية التربية يافع عند تأسيسها عام 1998م، استاذاً للتاريخ والحضارة الإسلامية، وتحمل مسئولية رئيس قسم الاجتماعات فور تعيينه، ثم شغل  وظيفة نائب عميد كلية التربية – يافع، للشئون الأكاديمية.

## نشاطه السياسي
برز الخلاقي كناشط سياسي في الحراك الجنوبي منذ حرب صيف 1994م، وكان من الأصوات التي تصدت لنظام الرئيس السابق علي عبد الله صالح من خلال كتاباته في صحيفة (الأيام) وغيرها مع نخبة من الكتاب الجنوبيين، ثم شارك بحيوية في الثورة السلمية للشعب الجنوبي منذ عام 2007، وواجه حرب اجتياح الجنوب من قبل الحوثيين ونظام علي عبد الله صالح عام 2015م، وكان صوته بارزاً في الفضائيات العربية، فضلا عن كتاباته ومشاركته مع زملائه الأكاديميين في النزول إلى جبهات القتال. 

## مؤلفات ودراسات
خلال سنوات عمله في كلية التربية يافع وَجَّه الخُلاقي اهتمامه نحو تدوين وتوثيق وتأليف ونشر ما أمكن من الموروث الشعبي والتاريخي، فصدره له من الأعمال ما يلي:

### في الموروث الشعبي
- الشائع من أمثال يافع. الطبعة الأولى. دار جامعة عدن للطباعة والنشر 2002م.
- عادات وتقاليد الزواج وأغانيه في يافع. 2006م.
- الحكيم الفلاح الحميد بن منصور- شخصيته وأقواله. طبعة ثانية، 2011م
- مُعجم لهجة وتراث سرو حِمْيَر – يافع، وشذرات من تراثها. الطبعة الأولى 2012م.
- فنون العمارة الحجرية في يافع، دار جامعة عدن، 2014م
- المعتقدات الشعبية في بلاد يافع، 2020م
- االأسلحة التقليدية في الشعر الشعبي اليمني، 2020م.
- معجم الأسلاف والأعراف القبلية لبلاد يافع، 2020م

### في التاريخ
- قبائل عربية جنوبية في مصر في القرون الثلاثة الأولى للهجرة، 2019م.
- حملة بن قملا الوهابية على حضرموت في القرن الثالث عشر الهجري/التاسع عشر الميلادي 2021م

- الصراع الكسادي البريكي في وثائق تاريخية تُنشر لأول مرة 2021م

### في الترجمة (عن الروسية)
- سقطرى..هناك حيث بُعثت العنقاء. تأليف: فيتالي ناؤمكين، ترجمة: د.علي صالح الخلاقي، دار جامعة عدن للطباعة والنشر، 1999م.
- ترجم بحثاَ بعنوان: إقامة المصلح والشخصية السياسية الإسلامية جمال الدين الأفغاني في روسيا 1887-1889م، عن كتاب «بلدان الشرقين الأدنى والأوسط، التاريخ والاقتصاد، دار ناؤوكا، موسكو 1972»، ونُشرت الترجمة في مجلة (التواصل) العدد6، يوليو2000م.

- عادات وتقاليد حضرموت الغربية. تأليف: ميخائيل روديونوف، ترجمة: د.علي صالح الخلاقي، دار جامعة عدن للطباعة والنشر 2002م.
- السقطريون...دراسات إثنوغرافية –تاريخية، تأليف: فيتالي ناؤمكين، ترجمة: د.علي صالح الخلاقي، دار جامعة عدن للطباعة والنشر 2014م.

### في دواوين الشعر العامي
- شل العجب.. شل الدّان" ديوان يحيى عمر اليافعي وسيرة حياته، 2006م،
- شاعر الحكمة صالح سند «خير من نشد»,2006م.
- فراسة شاعر ساجل نفسه -حقيقة ما دار بين الخالدي والقيفي من أشعار، 2006م.
- أعلام الشعر الشعبي في يافع، مركز عبادي 2009م.

#### وجمع وقدم الأعمال التالية
- «محاصيل القدر» للشاعر الشعبي يحيى الفردي 2003م

- «مساجلات الصنبحي والخالدي» 2005م
- «المزن الماطر» للشاعر عبد الله عمر المطري 2006م
- «دستور الهوى والفن» غزليات شائف محمد الخالدي 2007م
- «سالم علي قال» للشاعر سالم علي المحبوش 2007م
- «يقول بن ناصر مجمل» للشاعر محمد ناصر بن مجمل2007م
- «مساجلات الكهالي والخالدي» 2008م
- «النبع المتفجر» للشاعر يحيى الفردي2008م
- «الصراحة راحة» للشاعر محمد سالم الكهالي 2008م
- «زوامل شعبية» للشاعر شائف الخالدي 2008م
- «السير المتعرج» للشاعر محمد أحمد الدهبوش
- «شاعر يواجه أكثر من مائة شاعر», مركز عبادي 2009م
- «غزير المعاني» للشاعر أمين الكلدي2009م
- «المرفأ المهجور» للشاعر محمد عبد الله بن شيهون2010م
- «وصية مضيَّع» للشاعر حسين عبد الرب بن دينيش القعيطي 2011م
- «مواجهات ساخنة مع عشرات الشعراء» للشاعر محمد سالم الكهالي، 2011م
- شاعر الحماسة والفخر، الشيخ راجح هيثم بن سبعة 2012م
- أروع ما قيل في المساجلات القبلية بين الشاعرين عبد القوي السعدي وعلي محمد بن شيخان 2013م.
- خالديات الشاعر شائف محمد الخالدي (قصائد وزوامل)، 2014م
- «عفواً  على الإزعاج» للشاعر خالد محمد القعيطي، 2015م
- «عمران الفدائي والإنسان» ذكريات المناضل صالح فاضل الصلاحي 2015م
- «ذكريات النضال والعمل الوطني»  للمناضل يوسف عبد الله سعد القعيطي، 2016م
- الفَارسُ المِقْدَام، الشهيد اللواء الركن محمد صالح طماح، 2018م
- تاج القوافي، قصائد ومساجلات وزوامل للشاعر الشعبي يحيى محمد الفردي، 2020م
- بواكير مساجلات الشاعر شائف الخالدي (1950-1970)، 2020م.

### في السير
- الشيخ أحمد أبوبكر النقيب.. حياته واستشهاده في وثائق وأشعار، 2007م.
- أحمد محمد حاجب -مناضل من صفوف الشعب، 2008م.
- الشهيد القائد منير محمود اليافعي "أبو اليمامة- أسد الجنوب.. قاهر الإرهاب، 2019م

### أبحاث علمية
- العرب والترجمة والرواد الأوائل، مجلة كليات التربية، مجلة حولية محكمة تصدر كليات التربية –جامعة عدن،  العدد الخامس- أغسطس 2003م.
- العرب وعلم الحساب، مجلة كليات التربية،  مجلة كليات التربية، مجلة حولية محكمة تصدر عن كليات التربية –جامعة عدن، العددالسادس –أغسطس2004م.
- بيت الحكمة البغدادي في عصر الإزدهار العباسي، مجلة سبأ، مجلة تاريخية حولية محكمة، تصدر عن أقسام التاريخ والآثار/جامعة عدن، العدد (14-15)يوليو2007م.
- دور قبيلة يافع الحِميَرية في مصر في القرون الثلاثة الأولى للهجرة، مجلة كلية الآداب، جامعة بنها، مصر، أبريل 2012م
- دور قبيلة المهرة وأعلامها في مصر في القرون الثلاثة الأولى للهجرة.  مجلة جامعة عدن الألكترونية، العدد الثالث، ديسمبر 2013م.
- قضاة مصر الحضارمة (84- 204هـ)، مجلة اليمن، مركز البحوث والدراسات اليمنية-جامعة عدن، العدد (34) أكتوبر 2014-مارس2015م.
- أمير الديار المصرية حفص بن الوليد الحضرمي، مجلة التواصل، جامعة عدن.
- عبد الله بن اسعد اليافعي ومنهجه التاريخي في كتابه (مرآة الجنان)، مجلة سبأ.

وغيرها عشرات المشاركات المؤتمرات والندوات العلمية والسياسية.